# Bella Burnasjeva
Bella Aleksejevna Burnasjeva (ryska: Бэлла Алексеевна Бурнашева), född 1944, är en rysk-sovjetisk astronom.
Minor Planet Center listar henne som upptäckare av tretton asteroider mellan 1969 och 1971.
Asteroiden 4427 Burnashev är uppkallad efter henne och maken Vladislav Ivanovitj Burnasjev.

## Asteroider upptäckta av Bella Burnasjeva
| 2010 Chebyshev  | 13 oktober 1969   |
| 2232 Altaj      | 15 september 1969 |
| 2259 Sofievka   | 19 juli 1971      |
| 2327 Gershberg  | 13 oktober 1969   |
| 2697 Albina     | 9 oktober 1969    |
| 3406 Omsk       | 21 februari 1969  |
| 3921 Klement'ev | 19 juli 1971      |
| 4109 Anokhin    | 17 juli 1969      |
| 4465 Rodita     | 14 oktober 1969   |
| 5075 Goryachev  | 13 oktober 1969   |
| 5218 Kutsak     | 9 oktober 1969    |
| 6278 Ametkhan   | 10 oktober 1971   |
| 7318 Dyukov     | 17 juli 1969      |